# Marcilly-sur-Tille
Marcilly-sur-Tille és un municipi francès, situat al departament de la Costa d'Or i a la regió de Borgonya - Franc Comtat. L'any 2007 tenia 1.493 habitants.

## Demografia

### Població
El 2007 la població de fet de Marcilly-sur-Tille era de 1.493 persones. Hi havia 572 famílies, de les quals 124 eren unipersonals (48 homes vivint sols i 76 dones vivint soles), 184 parelles sense fills, 212 parelles amb fills i 52 famílies monoparentals amb fills.
La població ha evolucionat segons el següent gràfic:
Habitants censats

### Habitatges
El 2007 hi havia 616 habitatges, 586 eren l'habitatge principal de la família, 6 eren segones residències i 24 estaven desocupats. 497 eren cases i 116 eren apartaments. Dels 586 habitatges principals, 421 estaven ocupats pels seus propietaris, 152 estaven llogats i ocupats pels llogaters i 13 estaven cedits a títol gratuït; 7 tenien una cambra, 34 en tenien dues, 66 en tenien tres, 151 en tenien quatre i 328 en tenien cinc o més. 477 habitatges disposaven pel capbaix d'una plaça de pàrquing. A 234 habitatges hi havia un automòbil i a 295 n'hi havia dos o més.

### Piràmide de població
La piràmide de població per edats i sexe el 2009 era:
| Homes | Edats   | Dones |
| ----- | ------- | ----- |
| 0     | 95 o +  | 0     |
| 0     | 90 a 94 | 0     |
| 8     | 85 a 89 | 8     |
| 4     | 80 a 84 | 4     |
| 28    | 75 a 79 | 8     |
| 36    | 70 a 74 | 32    |
| 12    | 65 a 69 | 56    |
| 44    | 60 a 64 | 16    |
| 56    | 55 a 59 | 52    |
| 52    | 50 a 54 | 64    |
| 40    | 45 a 49 | 44    |
| 56    | 40 a 44 | 48    |
| 60    | 35 a 39 | 44    |
| 72    | 30 a 34 | 76    |
| 40    | 25 a 29 | 36    |
| 48    | 20 a 24 | 32    |
| 45    | 15 a 19 | 56    |
| 28    | 10 a 14 | 52    |
| 56    | 5 a 9   | 44    |
| 28    | 0 a 4   | 44    |

## Economia
El 2007 la població en edat de treballar era de 977 persones, 723 eren actives i 254 eren inactives. De les 723 persones actives 677 estaven ocupades (359 homes i 318 dones) i 46 estaven aturades (19 homes i 27 dones). De les 254 persones inactives 101 estaven jubilades, 91 estaven estudiant i 62 estaven classificades com a «altres inactius».

### Ingressos
El 2009 a Marcilly-sur-Tille hi havia 609 unitats fiscals que integraven 1.568,5 persones, la mediana anual d'ingressos fiscals per persona era de 19.072 €.

### Activitats econòmiques
Dels 46 establiments que hi havia el 2007, 1 era d'una empresa extractiva, 2 d'empreses alimentàries, 1 d'una empresa de fabricació de material elèctric, 3 d'empreses de fabricació d'altres productes industrials, 11 d'empreses de construcció, 11 d'empreses de comerç i reparació d'automòbils, 4 d'empreses de transport, 2 d'empreses d'hostatgeria i restauració, 3 d'empreses financeres, 3 d'empreses de serveis, 1 d'una entitat de l'administració pública i 4 d'empreses classificades com a «altres activitats de serveis».
Dels 16 establiments de servei als particulars que hi havia el 2009, 2 eren tallers de reparació d'automòbils i de material agrícola, 2 paletes, 3 guixaires pintors, 1 fusteria, 4 lampisteries, 1 perruqueria, 2 veterinaris i 1 restaurant.
Dels 6 establiments comercials que hi havia el 2009, 1 era una gran superfície de material de bricolatge, 1 una botiga de menys de 120 m², 1 una fleca, 1 una peixateria, 1 una llibreria i 1 una joieria.
L'any 2000 a Marcilly-sur-Tille hi havia 3 explotacions agrícoles.

## Equipaments sanitaris i escolars
El 2009 hi havia 1 farmàcia i 1 ambulància.
El 2009 hi havia 1 escola maternal i 1 escola elemental.

## Poblacions més properes
El següent diagrama mostra les poblacions més properes.